# (2265) Verbaandert
(2265) Verbaandert (1950 DB) – planetoida z pasa głównego asteroid okrążająca Słońce w ciągu 4,24 lat w średniej odległości 2,62 au Odkryta 17 lutego 1950 roku.